# Liste der Biografien/Hua
Liste der Biografien |
Portal Biografien |
Personensuche
# |
A |
B |
C |
D |
E |
F |
G |
H |
I |
J |
K |
L |
M |
N |
O |
P |
Q |
R |
S |
T |
U |
V |
W |
X |
Y |
Z |
?
 
Ha |
Hd |
He |
Hi |
Hj |
Hk |
Hl |
Hm |
Hn |
Ho |
Hr |
Hs |
Ht |
Hu |
Hv |
Hw |
Hy
 
Hua |
Hub |
Huc |
Hud |
Hue |
Huf |
Hug |
Huh |
Hui |
Huj |
Huk |
Hul |
Hum |
Hun |
Huo |
Hup |
Huq |
Hur |
Hus |
Hut |
Huu |
Huv |
Huw |
Hux |
Huy |
Huz
Die Liste der Biografien führt alle Personen auf, die in der deutschsprachigen Wikipedia einen Artikel haben. Dieses ist eine Teilliste mit 181 Einträgen von Personen, deren Namen mit den Buchstaben „Hua“ beginnt.

## Hua
- Hua Guofeng (1921–2008), chinesischer Politiker und Vorsitzender der Kommunistischen Partei ChinasHua Guofeng (1921–2008)

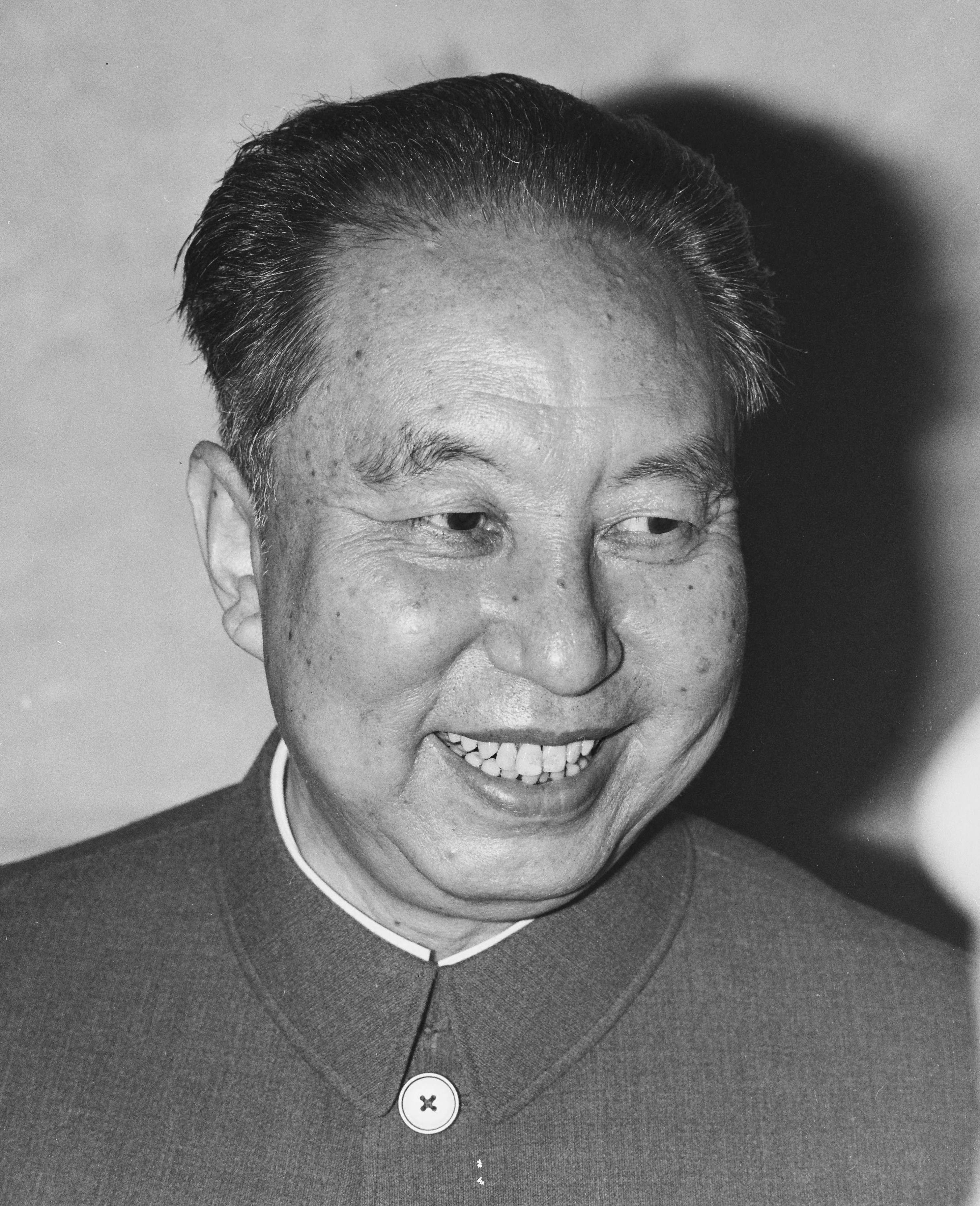
Hua Guofeng (1921–2008)

- Hua Xiong († 190), chinesischer Kommandant unter dem tyrannischen Warlord Dong Zhuo
- Hua, Cho-in, nordkoreanische Basketballspielerin
- Hua, Jianmin (* 1940), chinesischer Politiker
- Hua, Junwu (1915–2010), chinesischer Karikaturist
- Hua, Luogeng (1910–1985), chinesischer Mathematiker
- Hua, Runhao (* 1996), chinesischer Tennisspieler
- Hua, Tuo († 220), chinesischer Chirurg

### Huac
- Huacasi, Verónica (* 2004), peruanische Hindernisläuferin

### Huai
- Huai, achter König der halblegendären Xia-Dynastie des alten China
- Huai von Jin († 637 v. Chr.), Gong des Fürstentums Jin
- Huai, Jinpeng (* 1962), chinesischer Politiker in der Volksrepublik China
- Huai, Ying, Gemahlin mehrerer chinesischer Fürsten
- Huaide, Joseph Tsong († 2021), chinesischer Geistlicher, Bischof von Sanyuan
- Huaidi, Jin († 313), Kaiser von China (306–313)
- Huainigg, Franz-Joseph (* 1966), österreichischer Schriftsteller und Politiker (ÖVP), Abgeordneter zum Nationalrat
- Huaiquipán, Francisco (* 1978), chilenischer Fußballspieler

### Hual
- Huallpa, Túpac († 1533), vierzehnter Inka-Herrscher
- Hualpa, Sergio (1941–1990), argentinischer Komponist
- Hualuek, Arthit (* 2002), thailändischer Fußballspieler

### Huam
- Huamán Camayo, Luis Alberto (* 1970), peruanischer römisch-katholischer Ordensgeistlicher, Erzbischof von Huancayo

### Huan
- Huan († 697 v. Chr.), vierzehnter König der chinesischen Zhou-Dynastie und der zweite der östlichen Zhou-Dynastie
- Huan von Qi († 643 v. Chr.), Herzog von Qi
- Huan Yuan, chinesischer Philosoph
- Huan, Tan, Philosoph und Atheist
- Huanca Mamani, Juan José (* 1980), bolivianischer Politiker, Mitglied des Abgeordnetenhauses
- Huanca, Lourdes (* 1968), peruanische indigene Aktivistin
- Huang Bingzhang, Joseph (* 1967), chinesischer Geistlicher, römisch-katholischer Koadjutorbischof von Shantou
- Huang Binhong (1864–1955), chinesischer Maler
- Huang Chao-ming, Philip (* 1954), taiwanischer Priester, Bischof von Hualien
- Huang Chih-hsiung (* 1976), taiwanischer Taekwondoin
- Huang Guangyu (* 1969), chinesischer Unternehmer
- Huang Hao, Eunuch zur Zeit der Drei Reiche im alten China
- Huang Huei-chieh (* 1965), taiwanischer Tischtennisspieler
- Huang Jiahao (* 1995), chinesischer Snookerspieler
- Huang Kecheng (1902–1986), chinesischer General der Volksbefreiungsarmee und Politiker
- Huang Kun (1919–2005), chinesischer Festkörperphysiker und Hochschullehrer
- Huang Liping (* 1972), chinesischer Turner
- Huang Qiang (* 1963), chinesischer Politiker
- Huang Qianyi (* 1999), chinesischer Eishockeyspieler
- Huang Runqiu (* 1963), chinesischer Politiker, Geologe und Hochschullehrer
- Huang Shuxian (* 1954), chinesischer Politiker
- Huang Taiji (1592–1643), Kaiser von ChinaHuang Taiji (1592–1643)

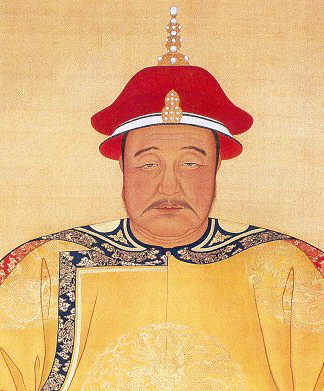
Huang Taiji (1592–1643)

- Huang Yueying († 234), Gemahlin des Strategen Zhuge Liang
- Huang Zhihong (* 1965), chinesische Kugelstoßerin
- Huang, Angela (* 1983), deutsche Historikerin
- Huang, Arcade (1679–1716), chinesischer Christ, Übersetzer, Dolmetscher und Schriftsteller
- Huang, Bing, irische Badmintonspielerin chinesischer Herkunft
- Huang, Bokai (* 1996), chinesischer Stabhochspringer
- Huang, Bowen (* 1987), chinesischer Fußballspieler
- Huang, Bryan (* 1985), singapurischer Pokerspieler
- Huang, Changzhou (* 1994), chinesischer Weitspringer
- Huang, Chao (* 1992), singapurischer Badmintonspieler
- Huang, Cheng-chi (* 2003), taiwanischer Stabhochspringer
- Huang, Chi-fu (* 1955), US-amerikanisch-taiwanischer Finanzökonom
- Huang, Chia-chi (* 1979), taiwanische Badmintonspielerin, später für Australien startend
- Huang, Chia-hsin (* 1984), taiwanische Badmintonspielerin
- Huang, Chunping, chinesischer Raumfahrtfunktionär
- Huang, Chunqing (* 1974), chinesische Künstlerin
- Huang, Colin (* 1980), chinesischer Milliardär, Gründer und CEO des E-Commerce-Unternehmens Pinduoduo
- Huang, Daozhou (1585–1646), chinesischer Kalligraf, Gelehrter und Beamter der Ming-Dynastie
- Huang, David (* 1964), taiwanisch-US-amerikanischer Elektroingenieur, Augenarzt und Erfinder
- Huang, Ding (1660–1730), chinesischer Maler
- Huang, Dongping (* 1995), chinesische Badmintonspielerin
- Huang, Eddie (* 1982), US-amerikanischer Schriftsteller, Koch, Gastronom, Food-Persönlichkeit, Produzent und RechtsanwaltEddie Huang (* 1982)

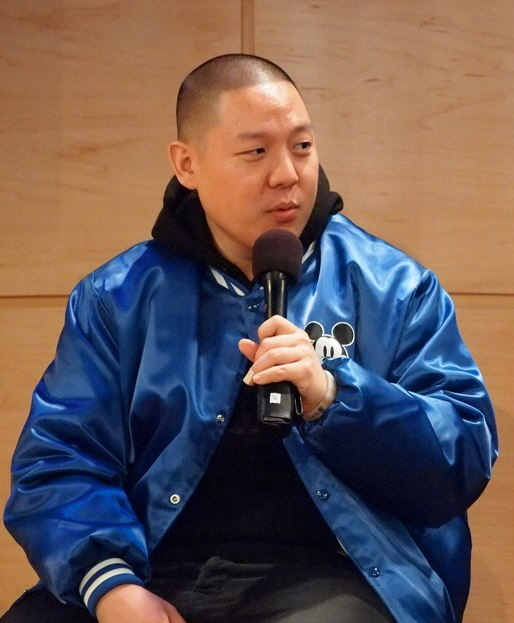
Eddie Huang (* 1982)

- Huang, Eric, chinesisch-amerikanischer Forschungs- und Entwicklungs-Manager
- Huang, Gai (145–222), Offizier der Wu-Dynastie während der Zeit der Drei Reiche im alten China
- Huang, Grace (* 1983), australische Schauspielerin
- Huang, Guifen (* 1997), chinesische Sprinterin
- Huang, Haiqiang (* 1988), chinesischer Hochspringer
- Huang, Haiyang (* 1985), chinesische Säbelfechterin
- Huang, Hao, chinesischer Mathematiker
- Huang, Hilda (* 1996), US-amerikanische Pianistin
- Huang, Hsin-chieh (1928–1999), taiwanischer Politiker
- Huang, Hsin-Huei (* 1977), taiwanische Pianistin
- Huang, Hua (1913–2010), chinesischer Politiker und Diplomat
- Huang, Hua (* 1969), chinesische Badmintonspielerin
- Huang, Huahua (* 1946), chinesischer Politiker in der Volksrepublik China und Gouverneur von Guangdong
- Huang, Ignacio (* 1980), taiwanischer Schauspieler und Grafikdesigner
- Huang, James C. F. (* 1958), taiwanischer Politiker
- Huang, Jen-Hsun (* 1963), taiwanisch-US-amerikanischer Unternehmer und ManagerJen-Hsun Huang (* 1963)

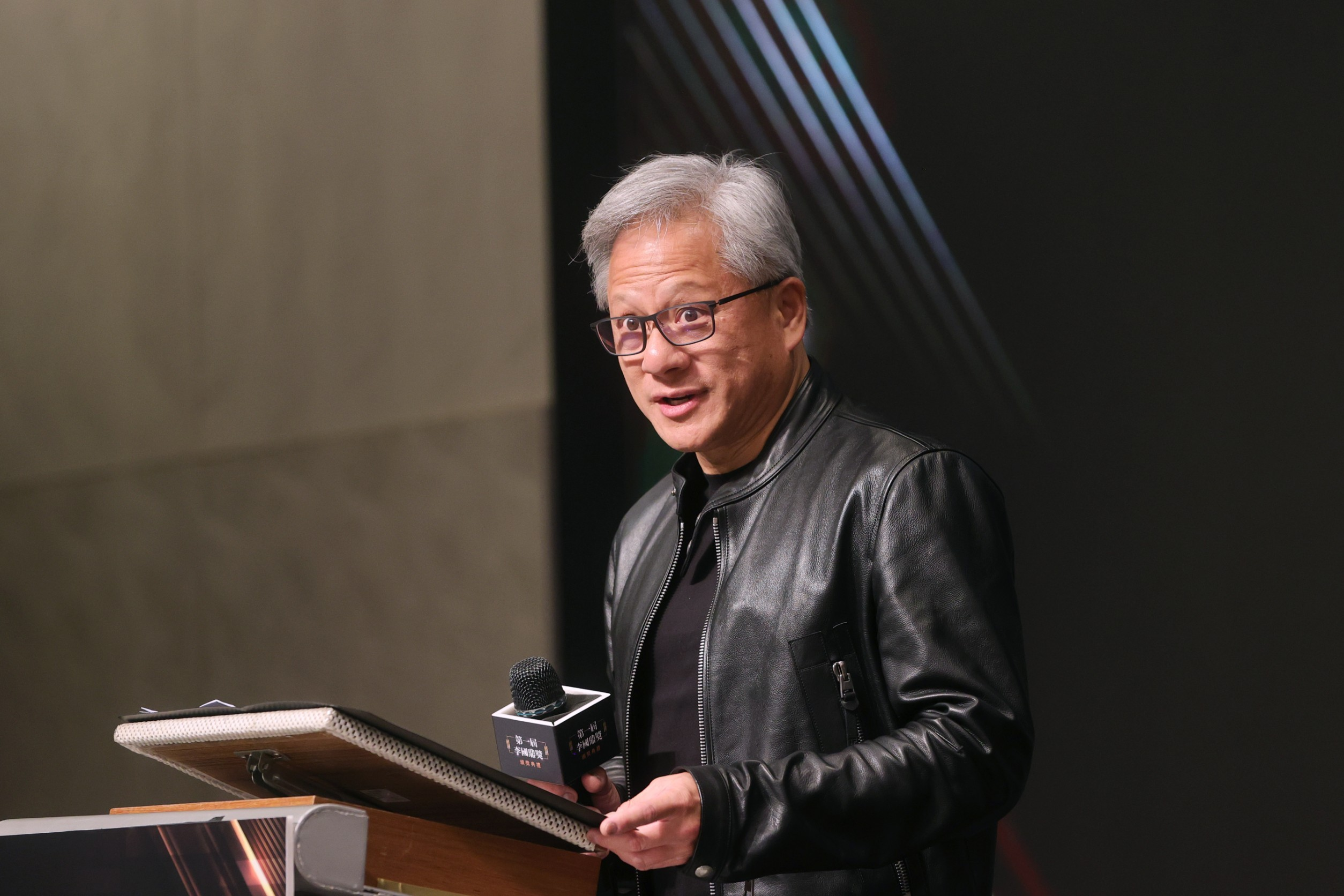
Jen-Hsun Huang (* 1963)

- Huang, Jiaxin (* 1998), chinesische Sprinterin
- Huang, Jiqing (1904–1995), chinesischer Geologe
- Huang, John (* 1914), niederländischer Supercentenarian
- Huang, John Baptist Min-Cheng (* 1955), taiwanischer römisch-katholischer Ordensgeistlicher und Bischof von Tainan
- Huang, Ju (1938–2007), chinesischer Politiker und Vizepremier der Volksrepublik China
- Huang, Kaixiang (* 1996), chinesischer Badmintonspieler
- Huang, Kerson (1928–2016), US-amerikanischer Physiker und Hochschullehrer
- Huang, Kunming (* 1956), chinesischer Politiker in der Volksrepublik China
- Huang, Kuo-chang (* 1973), taiwanischer Wissenschaftler, Politiker und Vorsitzender der New Power Party
- Huang, Lei (* 1986), chinesische Tennisspielerin
- Huang, Liang (1954–1999), chinesischer Tischtennisspieler
- Huang, Liang-chi (* 1992), taiwanischer Tennisspieler
- Huang, Michelle Farrah (* 1989), US-amerikanische Schauspielerin
- Huang, Ming (* 1958), chinesischer Ingenieur, Unternehmer und Politiker
- Huang, Nanyan (* 1977), chinesische Badmintonspielerin
- Huang, Nubo (* 1956), chinesischer Unternehmer, Extremsportler und Dichter
- Huang, Po-jui (* 1993), taiwanischer Badmintonspieler
- Huang, Po-yi, taiwanischer Badmintonspieler
- Huang, Poren (* 1970), taiwanischer Künstler
- Huang, Qi (* 1963), chinesischer Webmaster und Menschenrechtler
- Huang, Qifan (* 1952), chinesischer Politiker
- Huang, Qiuyan (* 1980), chinesische Dreispringerin
- Huang, Quan, chinesischer General (Han-Dynastie, Shu Han, Wei-Dynastie)
- Huang, Rui (* 1952), chinesischer Künstler
- Huang, Ruo (* 1976), chinesischer Komponist, Pianist und Sänger
- Huang, S. L., amerikanische Science-Fiction-Autorin
- Huang, Shanshan (* 1986), chinesische Trampolinturnerin
- Huang, Shawn (* 1982), singapurischer Politiker (PAP)
- Huang, Sheng-Sheng (* 1987), taiwanischer Tischtennisspieler
- Huang, Sheng-shyan (1910–1992), malaysischer Taijiquan-Meister chinesischer Herkunft
- Huang, Shih-chung (* 1979), taiwanischer Badmintonspieler
- Huang, Shih-feng (* 1992), taiwanischer Speerwerfer
- Huang, Shih-hsu (* 1975), taiwanische Gewichtheberin
- Huang, Shih-Wei (* 1988), Pianistin
- Huang, Shiping (* 1963), chinesischer Sportschütze
- Huang, Sui (* 1982), chinesische Badmintonspielerin
- Huang, Ted (* 1970), US-amerikanischer Straßenradrennfahrer
- Huang, Thomas S. (1936–2020), chinesisch-US-amerikanischer Informatiker
- Huang, Ting-ying (* 1990), taiwanische Radrennfahrerin
- Huang, Tingjian (1045–1105), chinesischer Kalligraf
- Huang, Tso-chun (* 2003), taiwanischer Sprinter
- Huang, Tushui (1895–1930), taiwanischer Bildhauer
- Huang, Wanli (1911–2001), chinesischer Ingenieur und Hydrologe
- Huang, Weifen (* 1965), chinesische Raumfahrtmedizinerin, Technische Direktorin des Raumfahrersystems des bemannten Raumfahrtprogramms der Volksrepublik China
- Huang, Wenbi (1893–1966), chinesischer Archäologe
- Huang, Wenguan (* 1962), kanadischer Tischtennisspieler chinesischer Abstammung
- Huang, Wenpan (1995–2018), chinesischer Schwimmer und mehrfacher Paralympics-Sieger
- Huang, Wenyi (* 1991), chinesische Ruderin
- Huang, Xianfan (1899–1982), chinesischer Historiker, Anthropologe und Pädagoge
- Huang, Xiaojing (* 1946), chinesischer Politiker in der Volksrepublik China
- Huang, Xiaoming (* 1977), chinesischer Schauspieler und SängerHuang Xiaoming (* 1977)

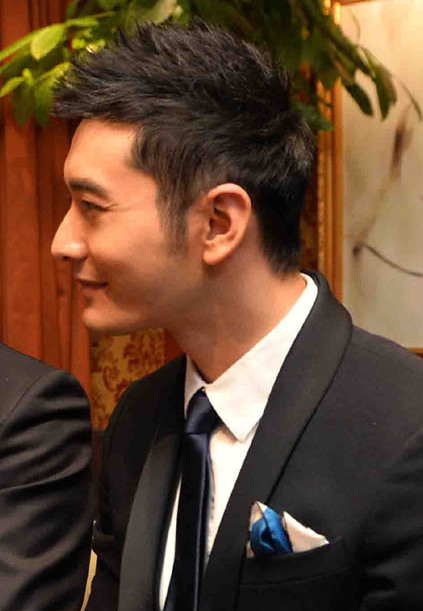
Huang Xiaoming (* 1977)

- Huang, Xiaoxiao (* 1983), chinesische Hürdenläuferin
- Huang, Xing (1874–1916), chinesisches Mitglied der Tongmenghui und Gefolgsmann von Sun Yatsen
- Huang, Xingguo (* 1954), chinesischer Politiker (Volksrepublik China)
- Huang, Xu (* 1979), chinesischer Kunstturner
- Huang, Xuanping (* 1955), chinesischer Politiker
- Huang, Xuechen (* 1990), chinesische Synchronschwimmerin
- Huang, Yan (* 1996), chinesische Hürdenläuferin
- Huang, Yaqiong (* 1994), chinesische Badmintonspielerin
- Huang, Yi-Hua (* 1984), taiwanische Tischtennisspielerin
- Huang, Yi-ting (* 1990), taiwanische Ruderin
- Huang, Ying (* 1992), chinesische Beachvolleyballspielerin
- Huang, Yingying (* 2004), chinesische Weitspringerin
- Huang, Yong Ping (1954–2019), chinesisch-französischer Konzept- und Installationskünstler
- Huang, Yonggang (* 1962), chinesisch-US-amerikanischer Ingenieur
- Huang, Yongsheng (1910–1983), chinesischer Politiker und General in der Volksrepublik China
- Huang, Yongyu (1924–2023), chinesischer Maler und Holzbildhauer
- Huang, Yu-chuan (* 1971), taiwanische Fußballspielerin
- Huang, Yujia (* 2002), chinesische Tennisspielerin
- Huang, Yukon (* 1944), chinesischer Wirtschaftswissenschaftler
- Huang, Yun (* 1991), deutsche Schauspielerin chinesischer Abstammung
- Huang, Yunhui, chinesische Geologin; Entdeckerin neuer Mineralien
- Huang, Yuting (* 2006), chinesische Sportschützin
- Huang, Yuxiang (* 1993), chinesischer Badmintonspieler
- Huang, Zhangjiayang (* 2000), chinesische Rhythmische Sportgymnastin
- Huang, Zhanzhong (* 1968), chinesischer Badmintonspieler
- Huang, Zhendong (* 1941), chinesischer Politiker
- Huang, Zhong (148–221), chinesischer Tigergeneral der Shu Han unter Liu Bei
- Huang, Zitao (* 1993), chinesischer Rapper, Sänger, Songwriter, Schauspieler und KampfkünstlerHuang Zitao (* 1993)

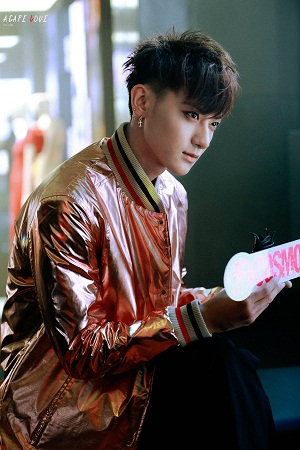
Huang Zitao (* 1993)

- Huang, Zongxi (1610–1695), chinesischer Philosoph, politischer Analyst, und Historiker
- Huang, Zu († 208), General unter Liu Biao
- Huang, Zunxian (1848–1905), chinesischer Gelehrter, Beamter, Dichter
- Huangbo Xiyun († 850), chinesischer Chan-Meister und Wegbereiter des Linji-Chan und des Rinzai-Zen
- Huangci, Claire (* 1990), US-amerikanische Pianistin
- Huangfu, Mi (214–282), chinesischer Gelehrter und Arzt während der späten Han-Dynastie
- Huanitzin, Diego de Alvarado, Aztekenherrscher
- Huanqui, Juan Pablo, peruanischer Speedcuber

### Huar
- Huard de Saint-Aubin, Léonard (1770–1812), französischer Brigadegeneral
- Huard, Laurent (* 1973), französischer Fußballspieler und -trainer
- Huard, Nick (* 1991), kanadischer Eishockeyspieler
- Huard, Patrick (* 1969), kanadischer Schauspieler
- Huart, Jean-Baptiste (1892–1944), belgischer römisch-katholischer Geistlicher und Märtyrer
- Huart, Louis Adrien (1813–1865), französischer Journalist, Schriftsteller und Theaterdirektor
- Huarte de San Juan, Juan (1529–1588), spanischer Arzt und Philosoph
- Huarte, John (* 1944), amerikanischer American-Football-Spieler, Gewinner der Heisman Trophy 1964
- Huarte-Mendicoa Larraga, Pedro (1905–1991), spanischer Ingenieur, Pilot, Pionier der spanischen Militär-Luftfahrtgeschichte

### Huas
- Huáscar († 1533), Herrscher des Inkareiches

### Huay
- Huaygua Oropeza, Juan Carlos (* 1972), bolivianischer Ordensgeistlicher und römisch-katholischer Bischof von Coroico
- Huayna Cápac († 1527), 11. König der InkaHuayna Cápac († 1527)

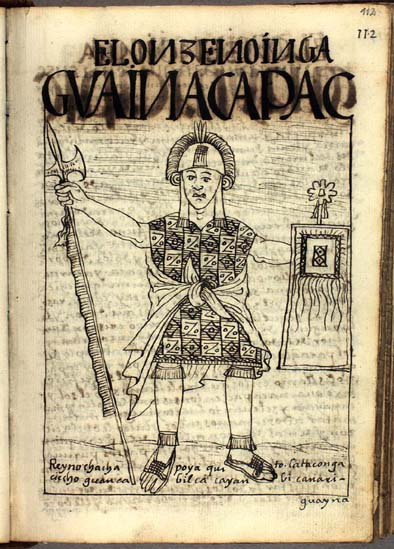
Huayna Cápac († 1527)

- Huaytari Martínez, Israel (* 1985), bolivianischer Politiker, Präsident des Abgeordnetenhauses